# Standard Luik in het seizoen 2007/08
Michel Preud'homme begon ook aan het seizoen 2007/08 als hoofdcoach van Standard Luik. De 48-jarige trainer zette volop in op de jeugd en nam in de zomer van 2007 afscheid van ervaren spelers als Sérgio Conceição, Karel Geraerts, Ricardo Sá Pinto, Milan Rapaić en Eric Deflandre. Dieumerci Mbokani en Grégory Dufer, die bij respectievelijk RSC Anderlecht en Club Brugge werden weggehaald, waren de opvallendste nieuwkomers.
Preud'homme bouwde zijn team rond de jonge middenvelders Marouane Fellaini, Axel Witsel en Steven Defour, die na het vertrek van Conceição ook aanvoerder van het team werd. Bovendien beschikte hij met Mbokani, Milan Jovanović en Igor de Camargo ook over drie snelle, sterke en makkelijk scorende spitsen. Het vernieuwde Standard domineerde de competitie vanaf de eerste speeldag. Standard won in zijn vier eerste duels met ruime cijfers van Zulte Waregem (1-4), FC Brussels (4-1), Cercle Brugge (4-1) en KSV Roeselare (0-4). Nadien volgde meteen de topper tegen Club Brugge. Standard won het belangrijke duel met 2-1 dankzij doelpunten van Jovanović en Mbokani. Maar ondanks de sterke start was het Club Brugge dat met de herfsttitel aan de haal ging. Standard volgde op de tweede plaats met een achterstand van slechts een punt.
Tijdens de winterstop slankte Standard zijn kern verder af. Doelman Olivier Renard, Frédéric Dupré, Jonathan Walasiak en Ali Lukunku hoopten op meer speelminuten en mochten daarom de club verlaten. Preud'homme ging verder met zijn typeploeg en bleef ook na de winterstop in het spoor van blauw-zwart. Pas op de 21e speeldag ontstond er een kloof. Standard speelde verrassend gelijk tegen Roeselare (0-0), waardoor Club Brugge zijn voorsprong kon vergroten tot drie punten. Een week later volgde de topper tussen beide clubs. Standard ging in het Jan Breydelstadion aan de haal met drie punten. Het werd 1-2 dankzij twee treffers van Jovanović. Een speelronde later speelde Standard echter opnieuw gelijk, waardoor Brugge de leidersplaats kon overnemen. Een week later gebeurde het omgekeerde: Standard won en Brugge liet punten liggen. De Rouches kwamen zo opnieuw aan de leiding en slaagden er ditmaal wel in om de voorsprong verder uit te bouwen. Na 28 speeldagen moest Club Brugge ook Anderlecht laten voorgaan. De Brusselaars werden zo in extremis de dichtste achtervolger van Standard. Op de 31e speeldag kwam Anderlecht naar Luik. Het team van Preud'homme won het duel met 2-0 dankzij twee doelpunten van gewezen Anderlecht-spits Mbokani. Door de zege, en het feit dat ook Club Brugge verloren had, waren de Rouches zeker van hun eerste landstitel sinds 1983.
In de beker schakelde Standard achtereenvolgens KVSK United, KRC Genk en Cercle Brugge uit. In de halve finale stootte het team van Preud'homme op AA Gent. Standard speelde in de heenwedstrijd 2-2 gelijk, maar verloor vervolgens in het Jules Ottenstadion met 4-0.
In de UEFA Cup schakelde Standard in de laatste voorronde het Luxemburgse UN Käerjeng 97 uit. Een ronde later werden de Rouches uit het toernooi gewipt door latere winnaar Zenit Sint-Petersburg.
In januari 2008 mocht Steven Defour de Gouden Schoen in ontvangst nemen. Het definitieve exemplaar van de prestigieuze voetbaltrofee kreeg hij voor aanvang van de titelwedstrijd tegen Anderlecht uit handen van Zinédine Zidane. Na afloop van het seizoen werd Milan Jovanović uitgeroepen tot Profvoetballer van het Jaar. Ook Michel Preud'homme (Trainer van het Jaar), Axel Witsel (Jonge Profvoetballer van het Jaar) en Marouane Fellaini (Ebbenhouten Schoen) vielen in de prijzen.

## Selectie
| Nr.           | Naam                | Nationaliteit     | Geboortedatum | Vorige club                  |
| ------------- | ------------------- | ----------------- | ------------- | ---------------------------- |
| Keepers       |                     |                   |               |                              |
| 1             | Andrés Espinoza     | Ecuador           | 28-06-1982    | 2005-2006 El Nacional        |
| 16            | Olivier Renard      | België            | 24-05-1979    | 2005 Napoli                  |
| 18            | Jérémy De Vriendt   | België            | 22-03-1986    | /                            |
| Verdedigers   |                     |                   |               |                              |
| 2             | Réginal Goreux      | Haïti / België    | 31-12-1987    | /                            |
| 4             | Dante               | Brazilië          | 18-10-1983    | 2005-2006 Sporting Charleroi |
| 5             | Oguchi Onyewu       | Verenigde Staten  | 13-05-1982    | 2007 Newcastle United        |
| 6             | Frédéric Dupré      | België            | 12-05-1979    | 2002-2006 Zulte Waregem      |
| 14            | Landry Mulemo       | Congo-Kinshasa    | 17-09-1986    | 2004-2007 Sint-Truidense VV  |
| 17            | Marcos Camozzato    | Brazilië          | 17-06-1983    | 2005-2006 Internacional      |
| 19            | Mohamed Sarr        | Senegal           | 23-12-1983    | 2004-2005 FC Vittoria        |
| 24            | Thomas Phibel       | Frankrijk         | 31-05-1986    | 2006 Excelsior Virton        |
| 26            | Fred                | Brazilië          | 15-01-1986    | 2004-2006 Internacional      |
| 29            | Marco Ingrao        | Italië / België   | 26-07-1982    | 2006-2007 Lierse SK          |
| Middenvelders |                     |                   |               |                              |
| 7             | Grégory Dufer       | België            | 19-12-1981    | 2007 KSC Lokeren             |
| 8             | Steven Defour       | België            | 15-04-1988    | 2004-2006 KRC Genk           |
| 11            | Salim Toama         | Israël            | 09-08-1979    | 2006-2007 Hapoel Tel Aviv    |
| 15            | Jonathan Walasiak   | België            | 23-10-1982    | 2006-2007 FC Metz            |
| 22            | Yanis Papassarantis | België            | 13-03-1988    | /                            |
| 27            | Marouane Fellaini   | België            | 22-11-1987    | /                            |
| 28            | Axel Witsel         | België            | 12-01-1989    | /                            |
| 30            | Siramana Dembélé    | Frankrijk         | 27-01-1977    | 2005 Vitória FC              |
| 33            | Vittorio Villano    | België            | 02-02-1988    | /                            |
| Aanvallers    |                     |                   |               |                              |
| 9             | Dieumerci Mbokani   | Congo-Kinshasa    | 22-11-1985    | 2006-2007 RSC Anderlecht     |
| 10            | Igor de Camargo     | Brazilië / België | 12-05-1983    | 2005 Brussels FC             |
| 23            | Milan Jovanović     | Servië            | 18-04-1981    | 2004-2006 Lokomotiv Moskou   |
| 25            | Ali Lukunku         | Congo-Kinshasa    | 14-04-1976    | 2004-2006 AA Gent            |

### Technische staf
|                 |                    |               |
| Functie         | Naam               | Nationaliteit |
| Coach           | Michel Preud'homme | België        |
| Assistent-coach | Manu Ferrera       | België        |
| Assistent-coach | Stan Van den Buijs | België        |
| Keeperstrainer  | Jorge Veloso       | Portugal      |
| Physical coach  | Guy Namurois       | België        |

## Uitrustingen
Shirtsponsor(s): BASE

Sportmerk: Umbro
| Thuis | Uit | Alternatief |

## Transfers

### Zomer

#### Inkomend
- Grégory Dufer (Club Brugge)
- Marco Ingrao (Lierse SK)
- Dieumerci Mbokani (TP Mazembe)
- Landry Mulemo (Sint-Truidense VV)
- Salim Toama (Hapoel Tel Aviv)
- Jonathan Walasiak (FC Metz) (einde huur)
- Hakim Bouchouari (FC Brussels) (einde huur)
- Karim Faye (CS Visé) (einde huur)
- Oguchi Onyewu (Newcastle United) (einde huur)

#### Uitgaand
- Karim Faye (FC Martigues)
- Mustapha Oussalah (Excelsior Moeskroen)
- Hakim Bouchouari (Verbroedering Geel)
- Eric Deflandre (FC Brussels)
- Karel Geraerts (Club Brugge)
- Junior (KSV Roeselare)
- Felipe Soares (KSV Roeselare)
- Rogério Matias (Rio Ave)
- Sérgio Conceição (Qadisia)
- Nuno André Coelho (FC Porto) (einde huur)
- Milan Rapaić (einde contract)
- Ricardo Sá Pinto (einde carrière)

### Uitgaand
- Ali Lukunku (RAEC Mons)
- Frédéric Dupré (KSC Lokeren)
- Olivier Renard (KV Mechelen)
- Jonathan Walasiak (Excelsior Moeskroen)

## Eerste Klasse

### Klassement
|        |    |                                  | P  | W  | G  | V  | +  | -  | DS  | Ptn |
| ------ | -- | -------------------------------- | -- | -- | -- | -- | -- | -- | --- | --- |
| K      | 1  | R. Standard de Liège             | 34 | 22 | 11 | 1  | 61 | 19 | 42  | 77  |
| (CL)   | 2  | RSC Anderlecht                   | 34 | 21 | 7  | 6  | 59 | 31 | 28  | 70  |
| (UEFA) | 3  | Club Brugge KV                   | 34 | 20 | 7  | 7  | 45 | 30 | 15  | 67  |
|        | 4  | Cercle Brugge KSV                | 34 | 17 | 9  | 8  | 62 | 33 | 29  | 60  |
|        | 5  | Germinal Beerschot               | 34 | 16 | 7  | 11 | 46 | 34 | 12  | 55  |
| (UEFA) | 6  | KAA Gent                         | 34 | 14 | 10 | 10 | 57 | 46 | 11  | 52  |
|        | 7  | SV Zulte Waregem                 | 34 | 13 | 8  | 13 | 47 | 54 | −7  | 47  |
|        | 8  | R. Sporting du Pays de Charleroi | 34 | 13 | 7  | 14 | 41 | 45 | −4  | 46  |
|        | 9  | KVC Westerlo                     | 34 | 12 | 9  | 13 | 43 | 37 | 6   | 45  |
|        | 10 | KRC Genk                         | 34 | 12 | 9  | 13 | 54 | 55 | −1  | 45  |
|        | 11 | R. Excelsior Mouscron            | 34 | 12 | 6  | 16 | 38 | 43 | −5  | 42  |
|        | 12 | KSC Lokeren Oost-Vlaanderen      | 34 | 9  | 15 | 10 | 32 | 33 | −1  | 42  |
|        | 13 | KV Mechelen                      | 34 | 10 | 10 | 14 | 45 | 52 | −7  | 40  |
|        | 14 | KSV Roeselare                    | 34 | 9  | 11 | 14 | 36 | 55 | −19 | 38  |
|        | 15 | FCV Dender EH                    | 34 | 9  | 6  | 19 | 33 | 59 | −26 | 33  |
|        | 16 | RAEC Mons                        | 34 | 7  | 12 | 15 | 37 | 45 | −8  | 33  |
| D      | 17 | K. Sint-Truidense VV             | 34 | 6  | 9  | 19 | 32 | 58 | −26 | 27  |
| D      | 18 | FC Brussels                      | 34 | 4  | 7  | 23 | 27 | 66 | −39 | 19  |

P: wedstrijden gespeeld, W: wedstrijden gewonnen, G: gelijke spelen, V: wedstrijden verloren, +: gescoorde doelpunten, -: doelpunten tegen, DS: doelsaldo, Ptn: totaal punten
K: kampioen, D: degradeert, (beker): bekerwinnaar, (CL): geplaatst voor Champions League, (UEFA): geplaatst voor UEFA-beker

## Individuele prijzen
- Gouden Schoen:  Steven Defour
- Profvoetballer van het Jaar:  Milan Jovanović
- Trainer van het Jaar:  Michel Preud'homme
- Jonge Profvoetballer van het Jaar:  Axel Witsel
- Ebbenhouten Schoen:  Marouane Fellaini
- 12e Man Trofee:  Steven Defour

## Afbeeldingen

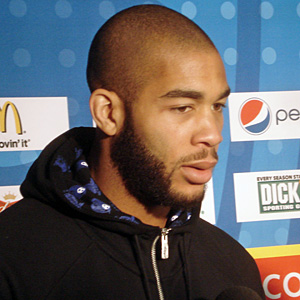
Oguchi Onyewu (verdediger)
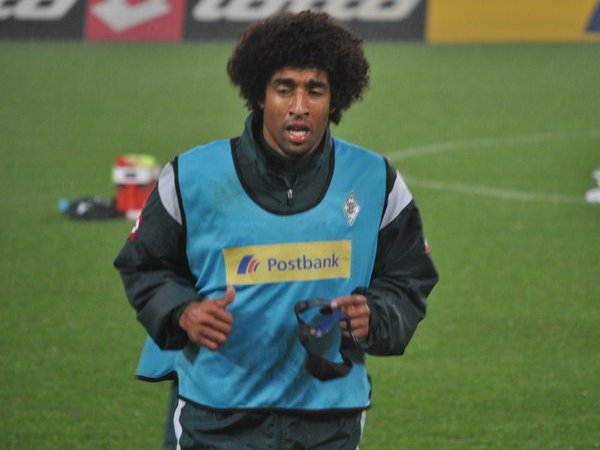
Dante (verdediger)
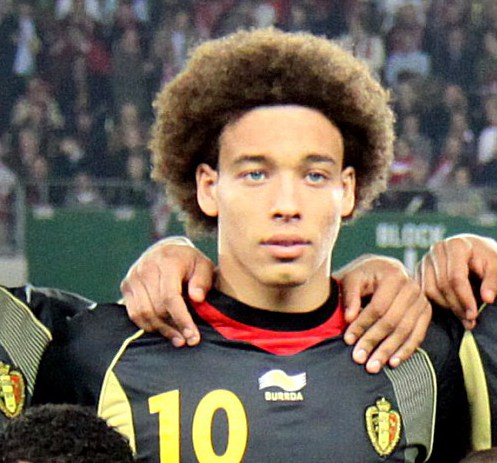
Axel Witsel (middenvelder)
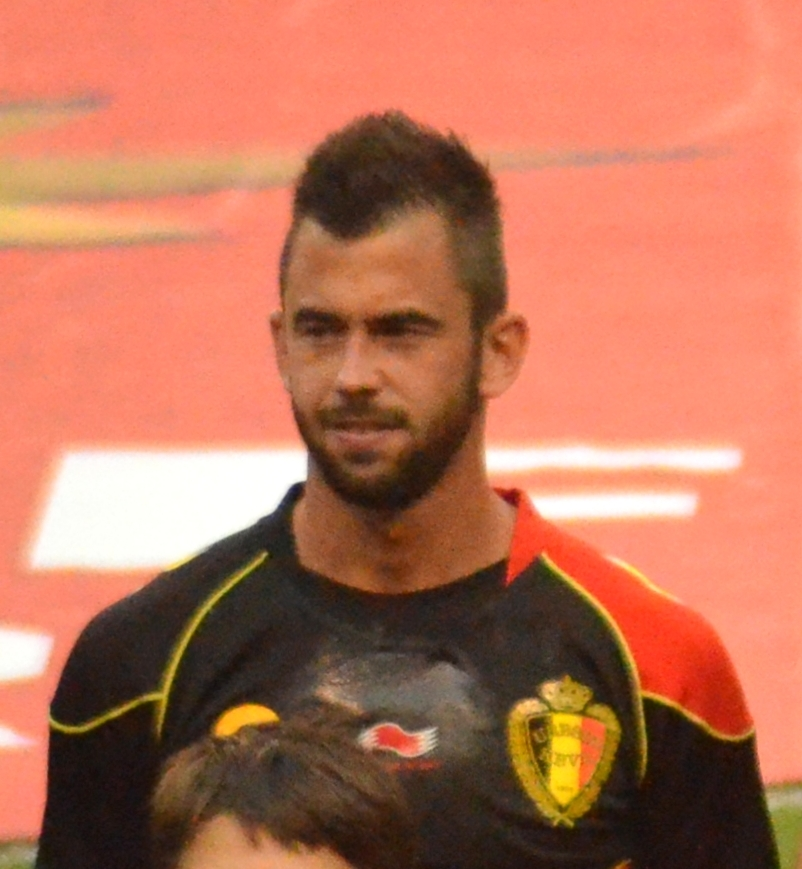
Steven Defour (middenvelder)
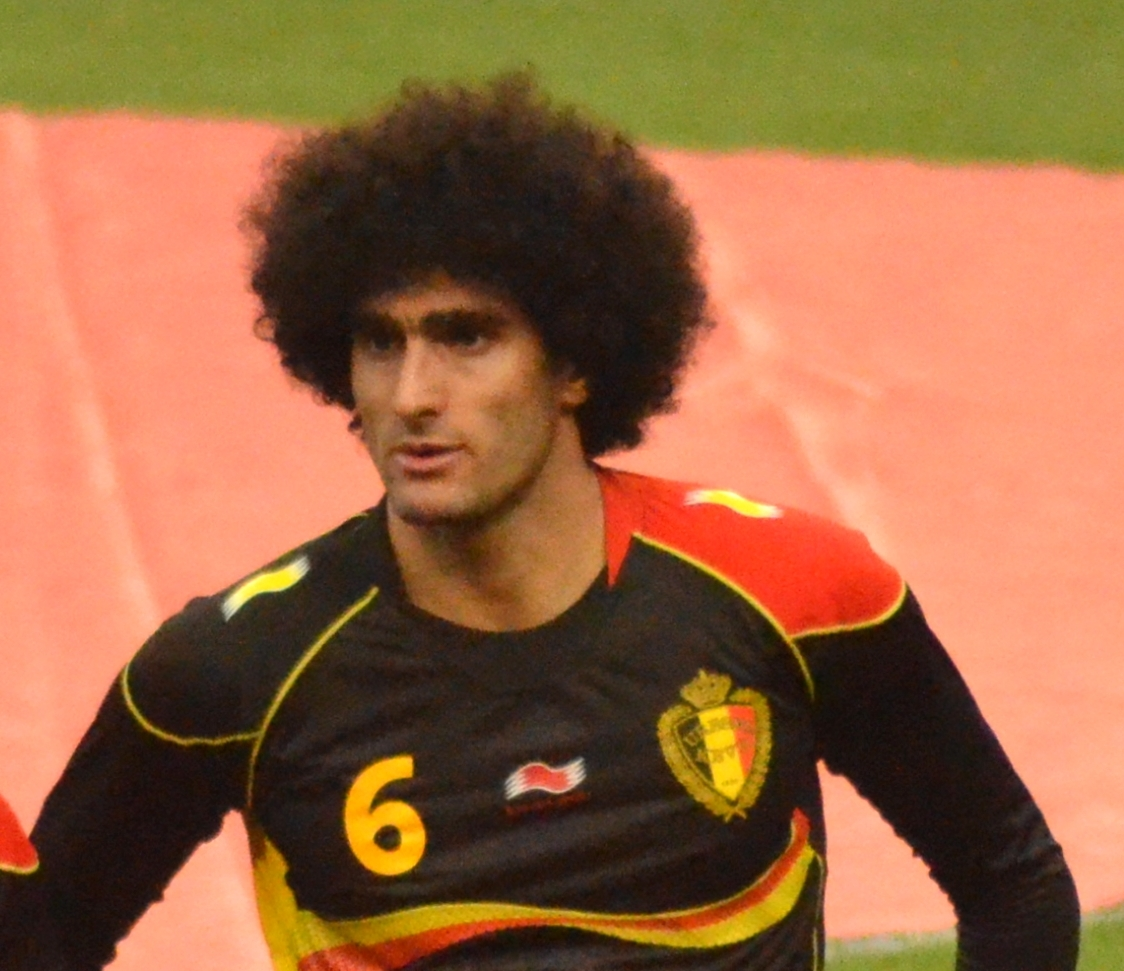
Marouane Fellaini (middenvelder)
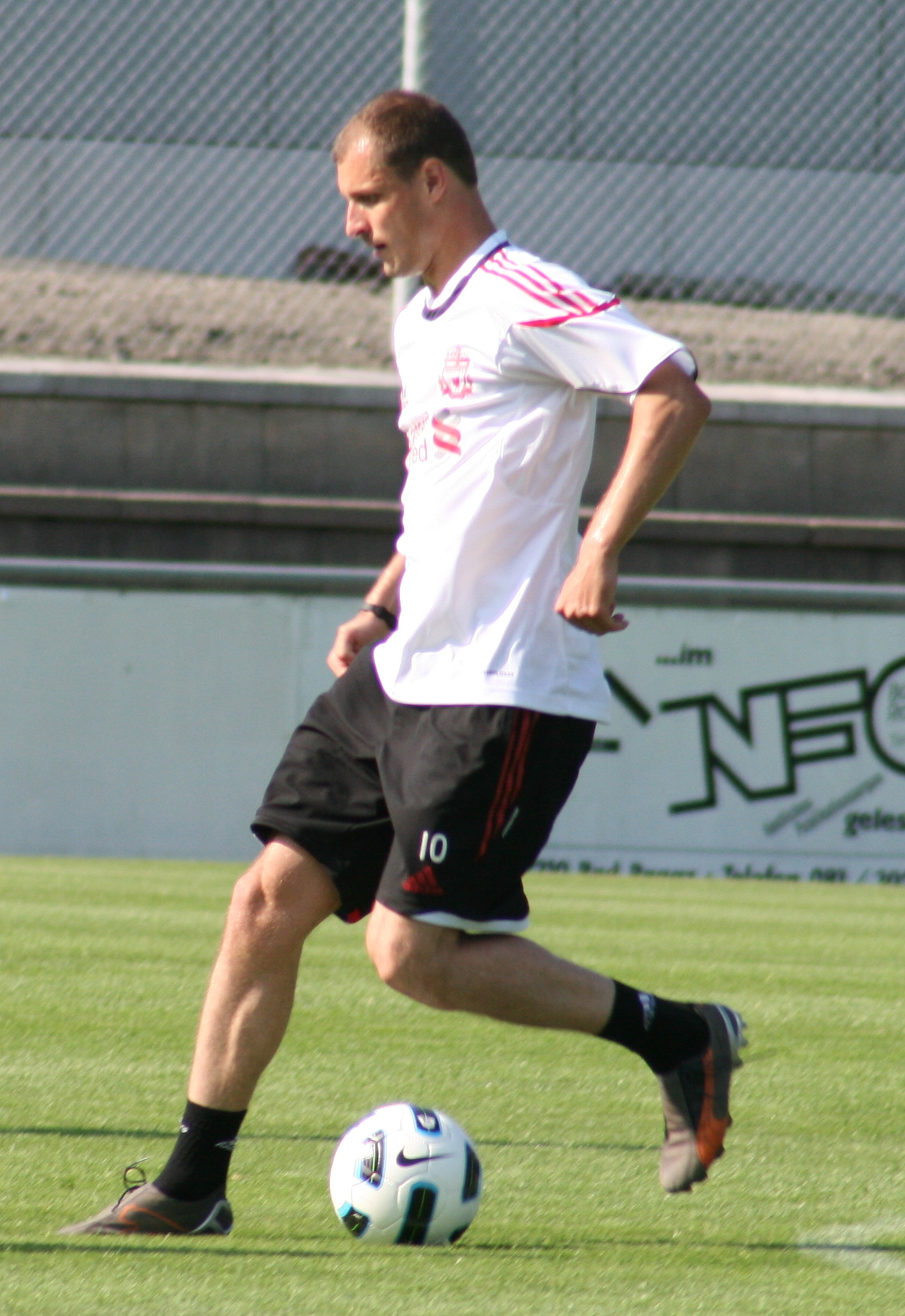
Milan Jovanović (aanvaller)
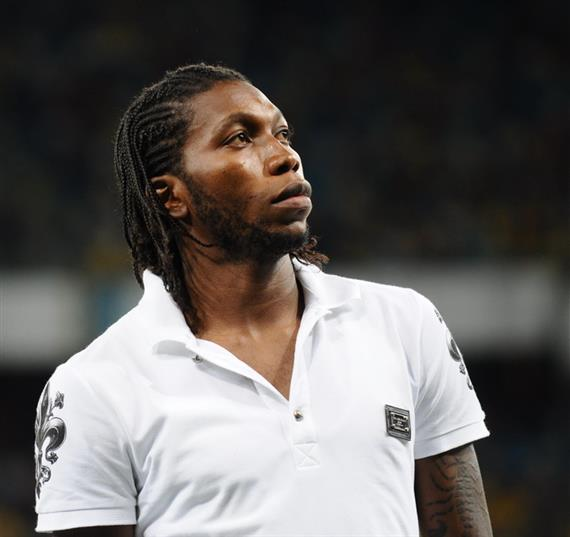
Dieumerci Mbokani (aanvaller)
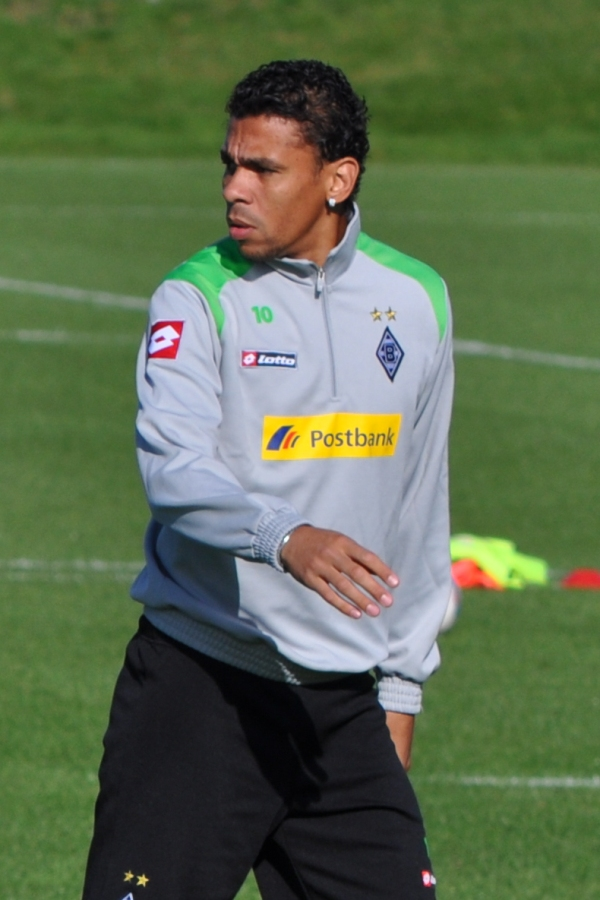
Igor de Camargo (aanvaller)